# Tony Hicks
Anthony Christopher Hicks, detto Tony (16 dicembre 1945), è un cantante e chitarrista britannico.

## Biografia
Originario di Nelson (Lancashire), iniziò a suonare da giovanissimo, tanto che a dodici anni era già membro di un gruppo chiamato Les Skifflettes. Negli anni '60 si muoveva sulla scena musicale di Manchester e nel 1963 andò a sostituire Vic Steele come chitarrista del gruppo The Hollies.
Gli Hollies divennero presto una delle band di maggior successo in Gran Bretagna, con il loro stile costruito da Hicks e dai suoi compagni Allan Clarke e Graham Nash. Tra i brani di maggior successo scritti dal trio vi furono Stop Stop Stop (1966), On a Carousel (1967), Carrie Anne (1967) e King Midas in Reverse (1967). Di tanto in tanto Hicks cantava come voce solista del gruppo. Nel 1966, insieme agli altri Hollies, contribuì alle registrazioni dell'album Two Yanks in England dei The Everly Brothers.
Hicks suggerì alla band di realizzare un album di canzoni di Bob Dylan alla fine del 1968; Nash non era d'accordo, e questo fu uno dei motivi della sua uscita dalla band (sebbene avesse già cantato con David Crosby e Stephen Stills negli Stati Uniti). Gli Hollies sostituirono Nash con Terry Sylvester e l'album Hollies Sing Dylan (1969) divenne uno dei primi album tributo dedicati a un singolo artista da parte di un gruppo vocale. Dopo l'uscita di Nash dal gruppo inoltre, Hicks iniziò a scrivere più canzoni da solo; gran parte dell'album Confessions of the Mind (1970) è infatti scritto da lui.
Nel 2010, come membro degli Hollies, è stato inserito nella Rock and Roll Hall of Fame.